# نمنمة مخططة
النمنمة المخططة او برينيا ذات النطاقات (الاسم العلمي: Prinia bairdii) وهو نوع من الطيور من فصيلة الهازجات. 
توجد هذه الطيور في أنجولا وبوروندي والكاميرون وجمهورية أفريقيا الوسطى وجمهورية الكونغو الديمقراطية وغينيا الاستوائية والجابون وكينيا ونيجيريا ورواندا وأوغندا. وتعيش هذه الطيور في الغابات الرطبة شبه الاستوائية أو الاستوائية المنخفضة والغابات الجبلية الرطبة شبه الاستوائية أو الاستوائية.
أحيانًا تُعتبر السلالات الشرقية نوعًا منفصلاً، وهي طيور النمنمة سوداء الوجه.